# جرج پلیمپتن
جرج پلیمپتن (انگلیسی: George Plimpton؛ ۱۸ مارس ۱۹۲۷ – ۲۵ سپتامبر ۲۰۰۳) روزنامه‌نگار، نویسنده، هنرپیشه، استاد دانشگاه و فیلم‌نامه‌نویس اهل ایالات متحده آمریکا بود.

از فیلم‌ها یا برنامه‌های تلویزیونی که وی در آن نقش داشته‌است می‌توان به ویل هانتینگ خوب، سرخ‌ها، داوطلبان، آخرین روزهای دیسکو و ایکوالایزر اشاره کرد.